# 272
Évszázadok: 2. század – 3. század – 4. század
Évtizedek: 220-as évek – 230-as évek – 240-es évek – 250-es évek – 260-as évek – 270-es évek – 280-as évek – 290-es évek – 300-as évek – 310-es évek – 320-as évek
Évek: 267 – 268 – 269 – 270 –  271 – 272 – 273 – 274 – 275 – 276 – 277

## Események

### Római Birodalom
- Titus Flavius Postumius Quietust és Junius Veldumnianust választják consulnak.
- Aurelianus császár Byzantiumban tölti a telet, majd megindul Kis-Ázsiába a szakadár Palmürai Birodalom ellen. Hadvezérét, Marcus Aurelius Probust Egyiptom visszafoglalására küldi. A palmüraiak által elfoglalt városok sorra visszatérnek hozzá, egyedül Tyana áll ellen egy rövid ideig, de a császár itt is megtiltja katonáinak a fosztogatást. Májusban Antiochia mellett az immaei csatában megveri a palmürai hadsereget.
- Zenobia palmürai császárnő Emesába menekül, majd miután a város alatt csapatai ismét vereséget szenvednek, továbbmenekül Palmürába. Amikor a rómaiak ostrom alá veszik a várost, megpróbál Perzsiába szökni, de az Eufrátesznél elfogják. A város kapitulál, Aurelianus annektálja a szakadár államot.
- Az antiochiai keresztények Aurelianust kérik fel döntőbírául Szamoszatai Paulus ügyében. Paulus Antiochia püspöke volt, de eretneknek nyilvánították és lemondásra szólították fel. A Zenobia támogatását élvező püspök azonban nem ismerte el az ítéletet. A "pogány" Aurelianus a többi püspök meghallgatása után jogosnak ítéli Paulus lemondatását. Ez az első eset, hogy egy császár dönt a keresztények belső ügyeiben.

## Születések
- február 27. – Nagy Constantinus, a Római Birodalom első keresztény császára

## Fordítás
- Ez a szócikk részben vagy egészben  a(z)   272 című angol Wikipédia-szócikk ezen változatának fordításán alapul.  Az eredeti cikk szerkesztőit annak laptörténete sorolja fel. Ez a jelzés csupán a megfogalmazás eredetét és a szerzői jogokat jelzi, nem szolgál a cikkben szereplő információk forrásmegjelöléseként.